# Кузино (Костромская область)
Кузино — деревня в составе Ивановского сельского поселения Шарьинского района Костромской области России.

## География
Деревня расположена на берегу речки Галашихи (или Гарашихи).

## История
Согласно Спискам населённых мест Российской империи в 1872 году деревня относилась к 2 стану Ветлужского уезда Костромской губернии. В ней числилось 6 дворов, проживало 30 мужчин и 36 женщин.
Согласно переписи населения 1897 года в деревне проживало 96 человек (38 мужчин и 58 женщин).
Согласно Списку населённых мест Костромской губернии в 1907 году деревня относилась к Гагаринской волости Ветлужского уезда Костромской губернии. По сведениям волостного правления за 1907 год в деревне числилось 22 крестьянских дворов и 107 жителей. Основным занятием жителей деревни была работа на посту железной дороги и лесной промысел.
До 2010 года деревня входила в состав Марутинского сельского поселения.
В начале XXI века в деревне проживало три человека — две старухи и один мужчина-инвалид.

## Население
| 2008 | 2010 | 2014 |
| ---- | ---- | ---- |
| 3    | ↗4   | ↘3   |